# Leichtathletik-Weltmeisterschaften 2003/5000 m der Männer

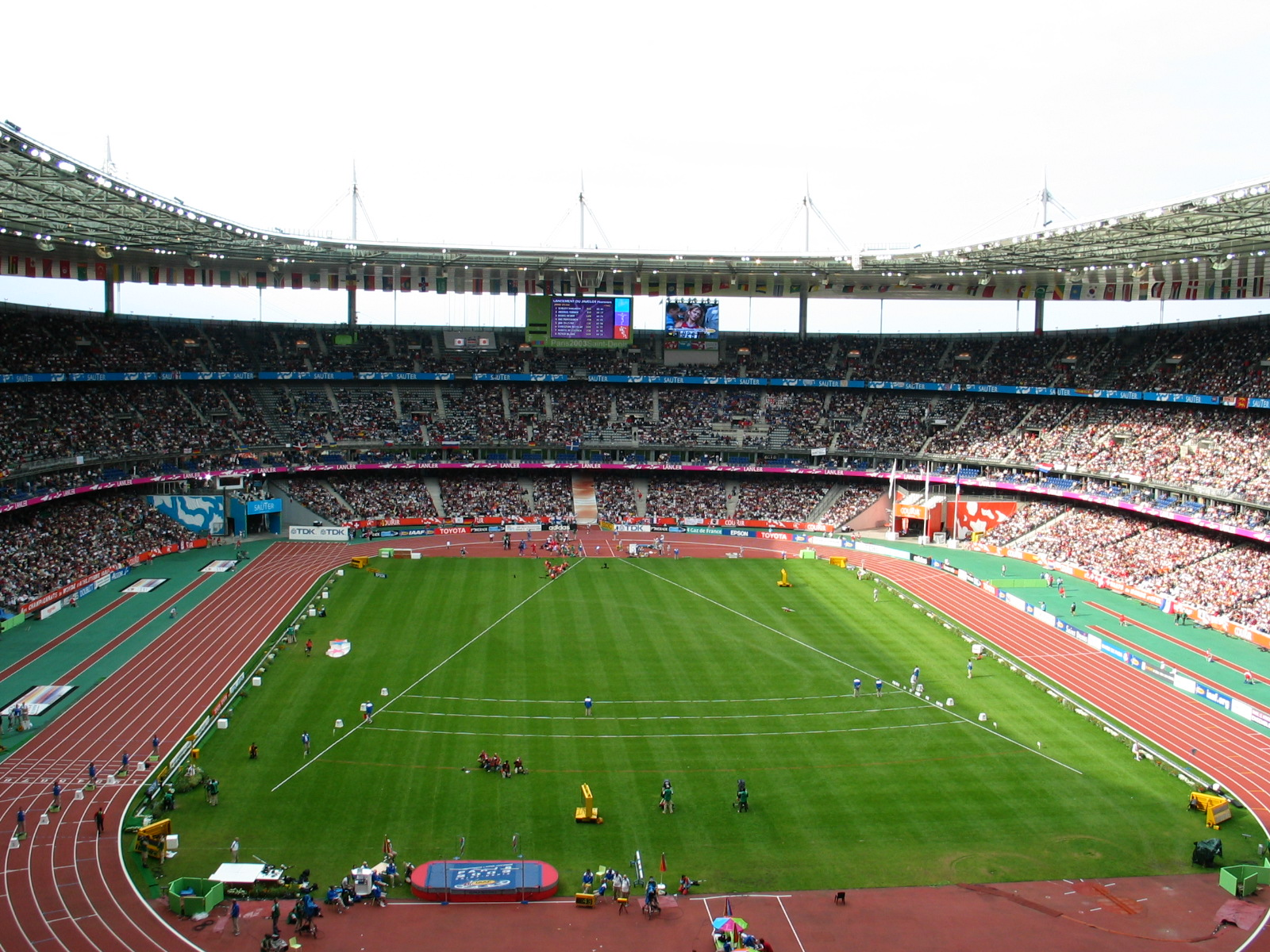
Stade de France in Paris/Saint-Denis am Schlusstag der Leichtathletik-Weltmeisterschaften

Der 5000-Meter-Lauf der Männer bei den Leichtathletik-Weltmeisterschaften 2003 wurde am 28. und 31. August 2003 im Stade de France der französischen Stadt Saint-Denis unmittelbar bei Paris ausgetragen.
Mit 23 Teilnehmern aus sechzehn Ländern gab es ein recht dünnes Starterfeld.
Der kenianische Weltmeister Eliud Kipchoge kam hier mit diesem Titel zu seinem ersten ganz großen Erfolg auf der Bahn bei einer bedeutenden internationalen Meisterschaft.
Nach seinem vierten WM-Gold über 1500 Meter errang der Marokkaner Hicham El Guerrouj mit Silber eine weitere Medaille. Über 1500 Meter war er außerdem Weltrekordhalter und hatte jeweils Silber bei den Olympischen Spielen 2000 sowie den Weltmeisterschaften 1995 gewonnen.
Bronze ging an den Äthiopier Kenenisa Bekele, der eine Woche zuvor Weltmeister über 10.000 Meter geworden war.

## Rekorde

### Bestehende Rekorde
| Weltrekord               | 12:39,36 min | Haile Gebrselassie | Rom, Italien                | 13. Juni 1998   |
| Weltmeisterschaftsrekord | 12:58,13 min | Salah Hissou       | WM 1999 in Sevilla, Spanien | 28. August 1999 |

### Rekordverbesserung
Der kenianische Weltmeister Eliud Kipchoge verbesserte den bestehenden WM-Rekord im Finale am 31. August um 5,34 Sekunden auf 12:52,79 min.
Außerdem wurden zwei Landesrekorde aufgestellt:
- 14:45,85 min – Yawo Kloutse (Togo), 1. Vorlauf am 28. August
- 13:05,57 min – Zersenay Tadese (Eritrea), Finale am 31. August

## Vorrunde
Die Vorrunde wurde in zwei Läufen durchgeführt. Die ersten fünf Athleten pro Lauf – hellblau unterlegt – sowie die darüber hinaus fünf zeitschnellsten Läufer – hellgrün unterlegt – qualifizierten sich für das Finale.

### Vorlauf 1
28. August 2003, 18:45 Uhr
| Platz | Name                      | Nation     | Zeit (min)  |
| ----- | ------------------------- | ---------- | ----------- |
| 1     | Kenenisa Bekele           | Äthiopien  | 13:38,03    |
| 2     | Eliud Kipchoge            | Kenia      | 13:38,73    |
| 3     | John Kemboi Kibowen       | Kenia      | 13:40,72    |
| 4     | Abderrahim Goumri         | Marokko    | 13:42,09    |
| 5     | Juan Carlos de la Ossa    | Spanien    | 13:42,23    |
| 6     | Zersenay Tadese           | Eritrea    | 13:42,41    |
| 7     | Boniface Toroitich Kiprop | Uganda     | 13:42,88    |
| 8     | Salah Hissou              | Marokko    | 13:44,27    |
| 9     | Erik Sjöqvist             | Schweden   | 13:55,89    |
| 10    | Khoudir Aggoune           | Algerien   | 13:56,41    |
| 11    | Yawo Kloutse              | Togo       | 14:45,85 NR |
| DNS   | Cathal Lombard            | Irland     |             |
| DNS   | Michael Aish              | Neuseeland |             |
| DNS   | Fabiano Joseph            | Tansania   |             |

### Vorlauf 2
28. August 2003, 19:05 Uhr
| Platz | Name                      | Nation        | Zeit (min) |
| ----- | ------------------------- | ------------- | ---------- |
| 1     | Gebregziabher Gebremariam | Äthiopien     | 13:32,46   |
| 2     | Abraham Chebii            | Kenia         | 13:32,54   |
| 3     | Richard Limo              | Kenia         | 13:32,82   |
| 4     | Hicham El Guerrouj        | Marokko       | 13:32,88   |
| 5     | Abiyote Abate             | Äthiopien     | 13:33,24   |
| 6     | Mukhlid al-Otaibi         | Saudi-Arabien | 13:33,91   |
| 7     | Christian Belz            | Schweiz       | 13:36,54   |
| 8     | Alejandro Suárez          | Mexiko        | 13:41,97   |
| 9     | Jorge Torres              | USA           | 13:42,42   |
| 10    | Abdulhak Zakaria          | Bahrain       | 13:44,15   |
| 11    | Hassan Mourhit            | Belgien       | 14:09,14   |
| 12    | Eduardo Buenavista        | Philippinen   | 14:12,55   |
| DNS   | Kamiel Maase              | Niederlande   |            |
| DNS   | John Yuda Msuri           | Tansania      |            |
| DNS   | Ahmad Hassan Abdullah     | Katar         |            |

## Finale

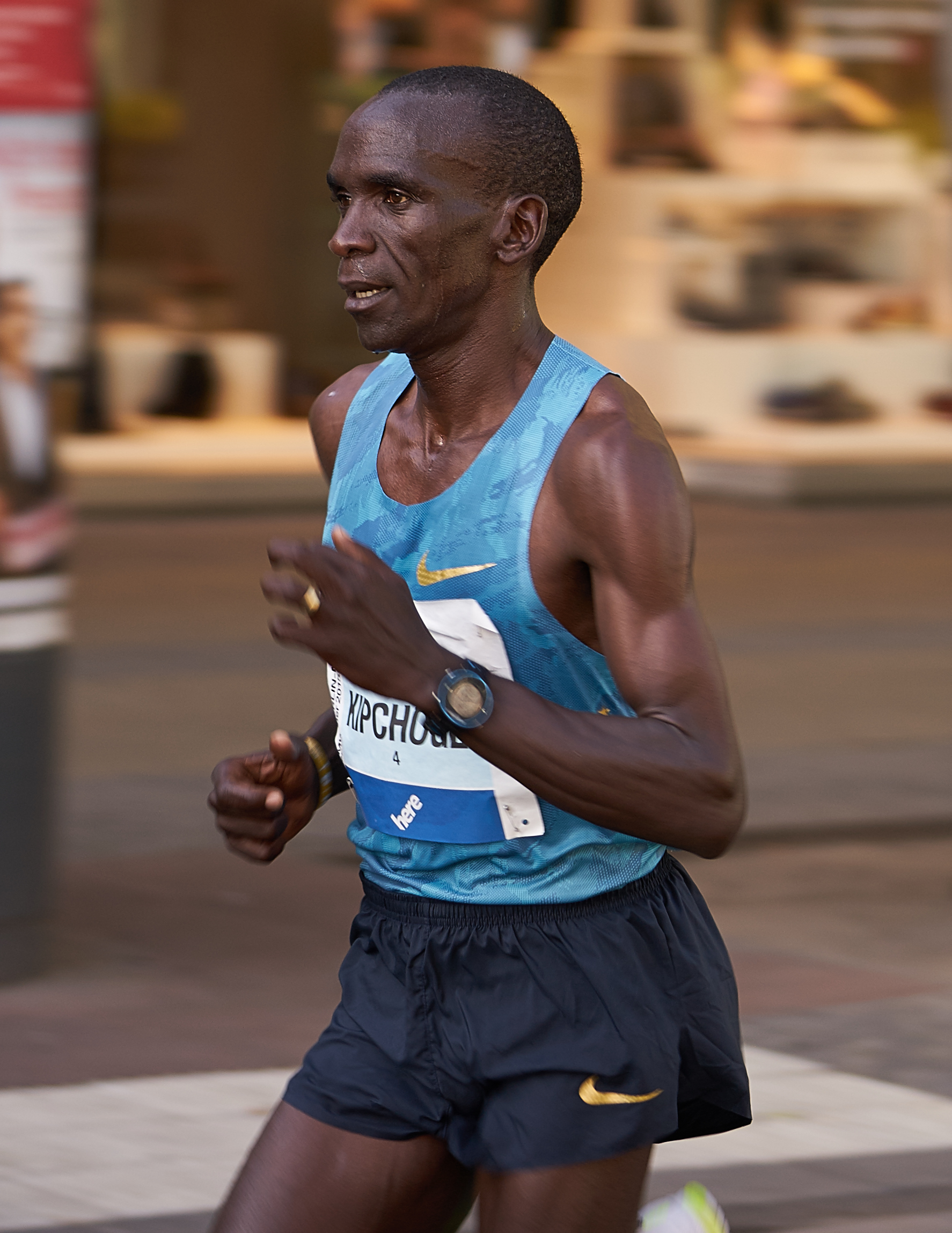
Weltmeister Eliud Kipchoge

31. August 2003, 18:40 Uhr
| Platz | Name                      | Nation        | Zeit (min)  |
| ----- | ------------------------- | ------------- | ----------- |
| 1     | Eliud Kipchoge            | Kenia         | 12:52,79 CR |
| 2     | Hicham El Guerrouj        | Marokko       | 12:52,83    |
| 3     | Kenenisa Bekele           | Äthiopien     | 12:53,12    |
| 4     | John Kemboi Kibowen       | Kenia         | 12:54,07    |
| 5     | Abraham Chebii            | Kenia         | 12:57,74    |
| 6     | Gebregziabher Gebremariam | Äthiopien     | 12:58,08    |
| 7     | Richard Limo              | Kenia         | 13:01,13    |
| 8     | Zersenay Tadese           | Eritrea       | 13:05,57 NR |
| 9     | Juan Carlos de la Ossa    | Spanien       | 13:21,04    |
| 10    | Abderrahim Goumri         | Marokko       | 13:23,67    |
| 11    | Abiyote Abate             | Äthiopien     | 13:23,81    |
| 12    | Alejandro Suárez          | Mexiko        | 13:24,51    |
| 13    | Christian Belz            | Schweiz       | 13:26,02    |
| 14    | Mukhlid al-Otaibi         | Saudi-Arabien | 13:38,92    |
| 15    | Jorge Torres              | USA           | 13:43,37    |

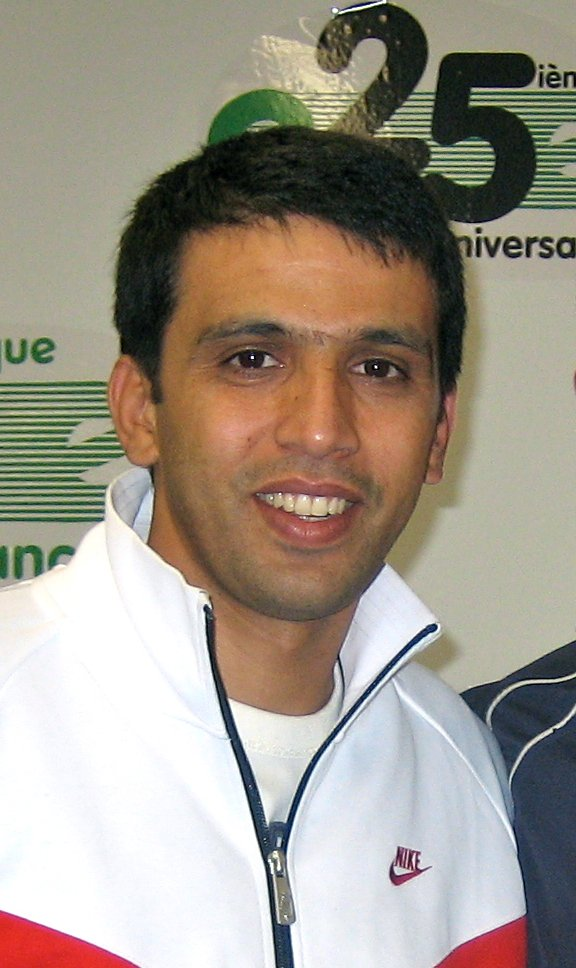
Als Vizeweltmeister hier auch über 5000 Meter erfolgreich: der vierfache 1500 Meter-Weltmeister Hicham El Guerrouj
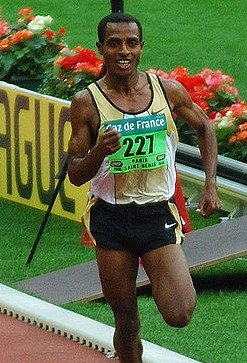
Kenenisa Bekele – mit Gold über 10.000 und Bronze über 5000 Meter am Beginn einer großen Karriere
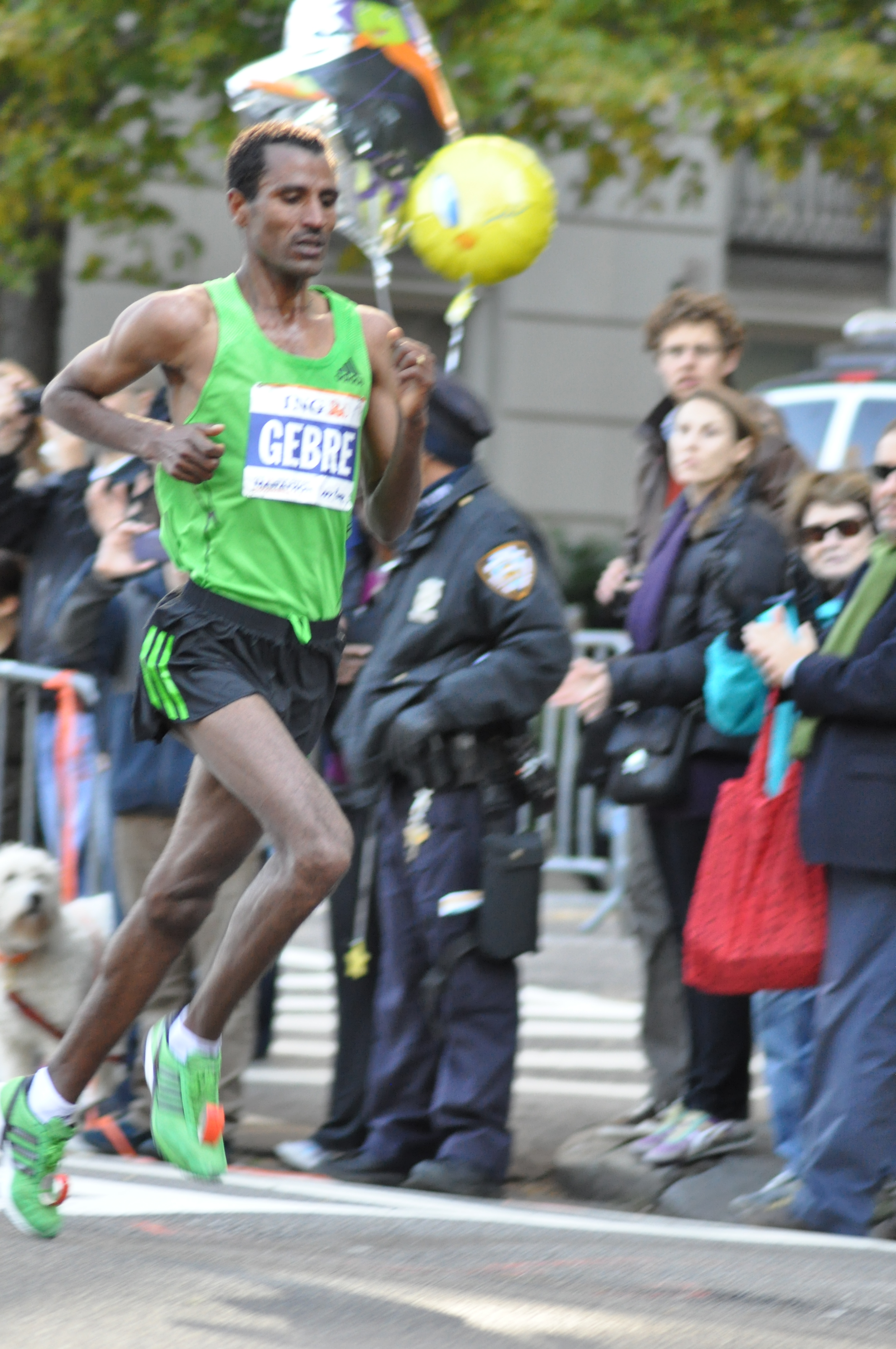
Gebregziabher Gebremariam kam auf den sechsten Platz
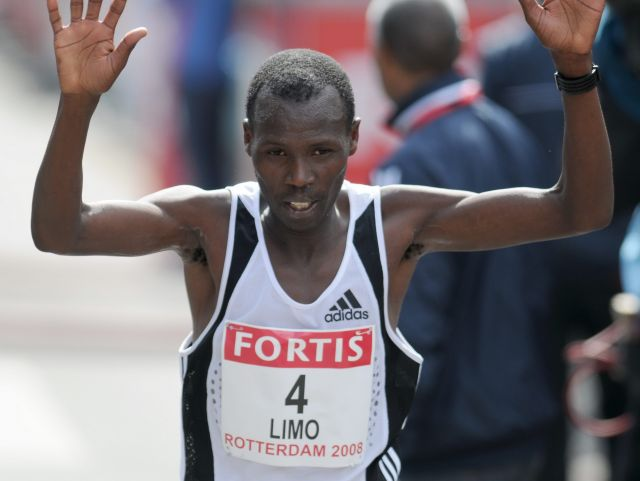
Richard Limo belegte Rang sieben
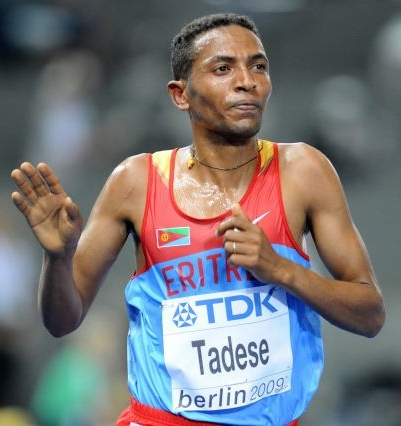
Zersenay Tadese stellte einen neuen Landesrekord für Eritrea auf und wurde Achter
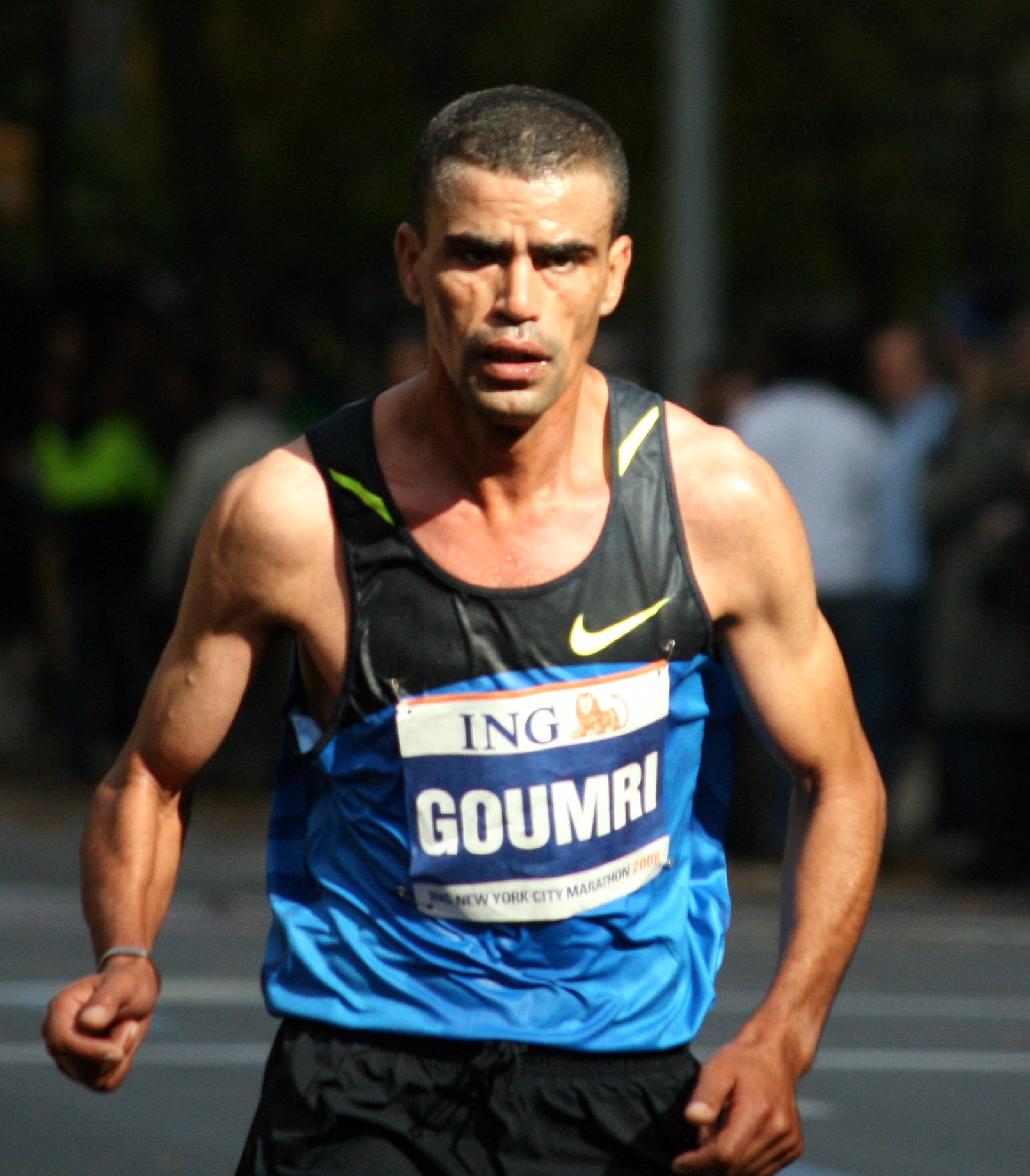
Der zehntplatzierte Abderrahim Goumri
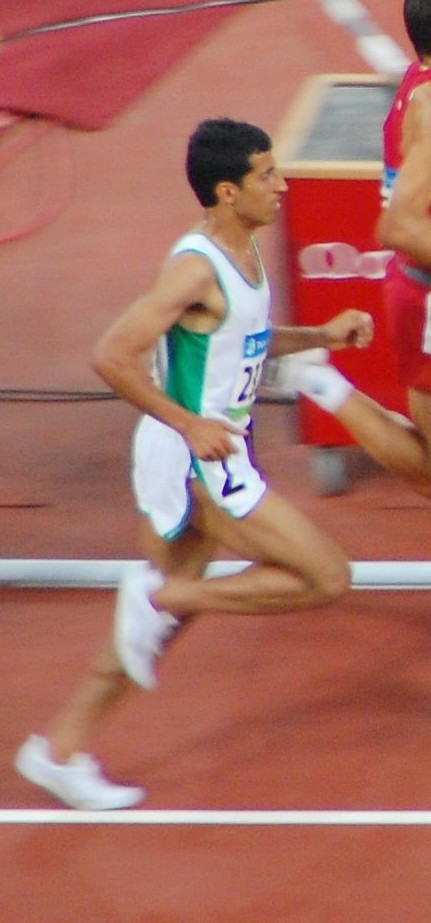
Moukheld Al-Outaibi erreichte Platz vierzehn

## Video
- 2003 Paris World Championships Men's 5000m, Video veröffentlicht am 23. Mai 2014 auf youtube.com, abgerufen am 2. September 2020